# أندريا ستاسكوفا
أندريا ستاسكوفا (مواليد 12 مايو 2000) هي لاعبة كرة قدم تشيكية تلعب كمهاجمة في نادي يوفنتوس.

## روابط خارجية
- أندريا ستاسكوفا على موقع الاتحاد الأوربي (الإنجليزية)
- أندريا ستاسكوفا على موقع الاتحاد التشيكي (الإنجليزية)
- أندريا ستاسكوفا على موقع قاعدة بيانات كرة القدم.إي يو (الإنجليزية)
- أندريا ستاسكوفا على موقع Soccerway.com (الإنجليزية)
- أندريا ستاسكوفا على موقع عالم كرة القدم.نت (الإنجليزية)